# Merophysiops bicarinata
Merophysiops bicarinata is een keversoort uit de familie zwamkevers (Endomychidae). De wetenschappelijke naam van de soort werd in 1901 gepubliceerd door Semeenow.